# ريبيكا ديمبستر
ريبيكا ديمبستر (بالإنجليزية: Rebecca Dempster)‏ هي لاعبة كرة قدم بريطانية، ولدت في 10 فبراير 1991. لعبت مع ChievoVerona Valpo ‏.

## وصلات خارجية
- ريبيكا ديمبستر على موقع الاتحاد الأوربي (الإنجليزية)
- ريبيكا ديمبستر على موقع الاتحاد الإسكتلندي (الإنجليزية)
- ريبيكا ديمبستر على موقع Soccerway.com (الإنجليزية)